# Baozi
Baozi (kinesiska 包子, pinyin bāo-zi) är ett ångkokt runt bröd med fyllning. Det är ursprungligen från Kina och återfinns idag i många länder, under flera namn och med många olika slags fyllningar.
I det mongoliska köket har maträtten fått namnet buuz (бууз), vilket på ryska har blivit pózy (по́зы).